# O Magnum Mysterium
O Magnum Mysterium é um canto responsório entoado nas Matinas cristãs. Um grande número de compositores utilizou-o em obras musicais de diferentes estilos; entre os mais célebres estão Byrd, Victoria, Gabrieli, Palestrina, D. Pedro de Cristo, Poulenc, Harbison, La Rocca, Sinigaglio Lauridsen, Busto e Miskinis.

## Giovanni Pierluigi da Palestrina
O moteto composto pelo compositor italiano Giovanni Pierluigi, relativamente antigo, é uma das peças mais refinadas do compositor. O coro em oito partes é dividido em vozes agudas e graves. Na abertura, a harmonia é ambígua, jogando com acordes maiores e menores; o deslizamento entre diferentes áreas tonais confere peso ao texto, que se concentra no milagre do nascimento de Cristo. Grande parte do moteto trabalha diretamente o texto, com as frases repetidas por diferentes combinações de vozes. Os dois coros cantam antifonalmente nas palavras Beata virgo, e o Alleluia, que consolida o uso do cori spezzati, exibe o ritmo alegremente ternário, perfeito para a celebração da mensagem natalina.